# Hiren's BootCD
Hiren's BootCD é um Live CD contendo vários programas de diagnóstico com: particionadores de disco, agentes, testes de performance, clonagem de disco e criação de imagens, ferramentas de recuperação de dados, ferramentas de MBR, ferramentas para BIOS, entre outras inúmeras ferramentas que podem ajudar na resolução e diagnósticos de determinados problemas. Ele pode ser usado em casos onde o sistema operacional primário não inicia.
Além das ferramentas de diagnóstico e reparo, ele possui o WinTools, que é um conjunto de ferramentas que rodam diretamente do CD sem a necessidade de instalação no sistema operacional.
O programa tem suas funções separadas em categorias, e tem um pacote de programas que são compatíveis com Linux e Windows além de contar com versões para demostração. Mas é bom enfatizar que há mini sistemas operacionais, como o Windows 98 e XP que permitem rodar programas mesmo se a sua máquina estiver parada, sem qualquer reação a clique.

## Hiren's BootCD PE
Por estar descontinuado (sem novas atualizações oficiais desde novembro de 2012), há uma outra versão sendo desenvolvida por fãs chamada Hiren's BootCD PE (Preinstallation Enviroment), que usa uma interface de usuário semelhante ao Windows 10 que pode ser usada para sistemas mais novos e atualizados. Este contém novos drivers e poucas ferramentas gratuitas, mas úteis. Todos os softwares são livres e legais para uso.